# Lovinac (Lika-Senj)
Pour les articles homonymes, voir Lovinac.
Lovinac est un village et une municipalité située dans le comitat de Lika-Senj, en Croatie. Au recensement de 2001, la municipalité comptait 1 096 habitants, dont 89,96 % de Croates et 8,12 % de Serbes ; le village seul comptait 288 habitants.

## Localités
La municipalité de Lovinac compte 10 localités :
| - Gornja Ploča - Kik - Ličko Cerje - Lovinac - Raduč | - Ričice - Sveti Rok - Smokrić - Štikada - Vranik |